# 禹之鼎

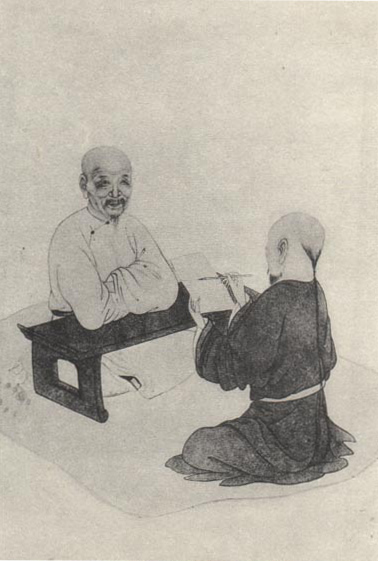
《清代學者象傳》第一集之禹之鼎（右）作黃與堅（左）肖像

禹之鼎（1647年—1709年），字尚吉，一作上吉，號慎齋，江蘇兴化人，寄籍江都。清朝書画家。

## 生平
生於清順治四年，籍貫揚州府興化縣人，寄籍江都。十余歲時曾為李氏「青衣」，幼師藍瑛，苦練丹青，康熙二十年（1681年）官鴻臚寺序，以善畫供奉南薰殿，尤以肖像著稱。時人推當代第一，名人小像多出其手。
康熙三十三年（1694年）三月三日，之鼎繪《逐園耆年楔飲圖》，即徐秉義、錢陸燦、孫暘、盛符升、徐學、尤侗、何棒、黃與堅、王日藻、許纘曾、周金然、秦松齡等十二位老耆聚飲修禊於遂園。康熙三十六年（1697年），禹之鼎、王翬合繪《李圖南聽松圖像》。康熙五十五年（1709年）卒。
禹之鼎虽以肖像画著称，但广泛涉足仕女、花卉、山水等，力求开拓新题材。其艺术根底比较深厚，他广泛涉猎绘画领域，兼长人物、仕女、山水、花鸟各科；先后出入蓝瑛及宋元诸家，转益多师：擅长工笔重彩、水墨写意、白描、淡彩、没骨等多种画法；肖像画也兼取墨骨法、白描法和江南画法等诸多技艺。